# Carduus defloratus
Chardon à pédoncules nus, Chardon décapité
Espèce
Le Chardon à pédoncules nus ou Chardon décapité (Carduus defloratus) est une espèce de plantes à fleurs vivaces de la famille des Astéracées.